# Albertvaart
De Albertvaart is een kort kanaal ten noordoosten van de stad Lier. 
Oorspronkelijk was het een korte verbinding tussen de Kleine en Grote Nete. Later werd er een nieuw stuk gegraven om de Lierse binnenstad te ontlasten van overtollig water van de Kleine Nete. Dit werd hiermee via de natuurlijke loop van de Grote Nete oostelijk om de stad geleid.
Door het graven van de Albertvaart en het afsluiten van de Binnennete is de eigenlijke samenvloeiing van de Kleine en Grote Nete verschoven van het zuiden naar het noorden van de stad.